# 国際連合危険物輸送勧告
国際連合危険物輸送勧告（こくさいれんごうきけんぶつゆそうかんこく、United Nations Recommendations on the Transport of Dangerous Goods）は、国際的な危険物の輸送における安全性を確保するために国際連合に設置されている国際連合危険物輸送及び分類調和専門家委員会(旧国際連合危険物輸送専門家委員会, TDG及びGHS専門家委員会)により2年毎にだされている勧告。危険物輸送に関する勧告などともいわれる。

## 概要
危険物の輸送に関する規制は、人と財物に対する事故や環境、採用される輸送手段、あるいは、その他の商品への損害を防ぐためにある。しかし、各国での規制が異なり、そして、輸送モードが違えば規制が異なっているのでは、輸送が不可能で安全でないとまではいわないにしても、化学品と危険物の国際貿易がひどく妨げられることになる。 さらに、危険物はその他の種類の規制も受けている：たとえば、労働者安全規制、消費者保護規制、貯蔵規制、環境保護規制。
これらすべての規制システムの間の一貫性を確保するために、国連は危険有害性の分類基準と危険有害性伝達ツール(GHS)、及び、輸送の全てのモードに関する輸送条件(TDG)の両者に関する調和のためのメカニズムを開発してきた。さらに、UNECEは道路、鉄道、内陸水路による危険物の輸送について関する限りにおいて、これらのメカニズムの効果的な実現を担保する地域内の合意を図ってきた。

## 規則書等
最新版は2023年発行の第23版である。国際海上輸送に関するIMOによって発行される国際規則（IMDGコード）や国際航空輸送に関する国際的規則であるいわゆるICAO-TIそしてそれに基づいて実際に使用されている国際航空輸送協会のIATA規則はこれに準じている。

## 危険物分類
危険物の「国連危険物輸送勧告に定める危険物」の項を参照。

## 日本での規定
日本においても、海上輸送や航空輸送においてはこれらの規則に準じた法となっている。一方で、日本では陸上輸送における国際化は遅れていることが知られている。また、消防法における危険物の分類は、国際的な規則との違いが大きいことが知られているが、一部、平成10年の改正で国際的な分類への歩み寄りが見られる。
危険物船舶運送及び貯蔵規則（昭和三十二年八月二十日運輸省令第三十号）によれば、下記のように分類され、これがほぼ同等の分類となっている。この分類は消防法の危険物分類と必ずしも一致しないので注意が必要である。
危険物船舶運送及び貯蔵規則の二章で危険物を定義している。この「危険物」は航空輸送の危険物と原則的には一致する。そういえるのは、これらの規則はいずれも国連危険物輸送規則に基づいているからである。また、GHSの分類はこれを包含しているといえる。GHSは輸送規則をベースにしてそれを、輸送以外の取扱いのシーンだけでなく、たとえば、労働現場での使用、貯蔵などのシーンでの取扱いシーンを想定しその安全を図るためのものであるからである。これらの分類は、消防法の分類とは必ずしも一致しない。消防法の危険物の分類はその良し悪しにかかわらず国際的には認知されていない恐れがある。
危険物船舶運送および貯蔵規則の二章で定義されている危険物は次の9つである。下記の<>内は対応する国連危険物輸送勧告書(第17版)の英語とその直訳である。
- 分類1 火薬類 <explosives 爆発物>
- 分類2 高圧ガス <Gases ガス>
- 分類3 引火性液体類 <Flammable liquids 引火性液体>
- 分類4 可燃性物質類 <Flammable solids; substance liable to spontaneous combustion; substances which, on contact with water, emit flammable gases 引火性固体; 自然発火しやすい物質; 水と接触したときに引火性ガスを発生する物質>
- 分類5 酸化性物質類 <Oxidizing substances and organic peroxides 酸化性物質及び有機過酸化物>
- 分類6 毒物類 <Toxic and infectious substances 毒性と感染性物質>
- 分類7 放射性物質等 <Radioactive material 放射性物質>
- 分類8 腐食性物質 <Corrosive substance 腐食性物質>
- 分類9 有害性物質 < Miscellaneous dangerous substances and articles, including environmental hazardous substances その他の危険な物質及び物品、これには、環境有害物質が含まれる>